# Tomáš Rosický
Tomáš Rosický [ˈto̞.maːʃ ˈro̞.sɪʦˌkɪ], češki nogometaš, * 4. oktober 1980, Praga, Češkoslovaška.
Rosický je bil dolgoletni nogometaš Arsenala in Borussie Dortmund ter češke reprezentance.